# Кросплатформова пересадка

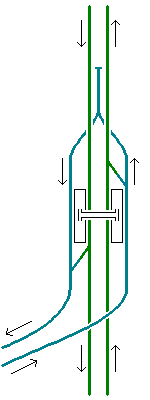
Схема організації руху на станції «Каширська» Московського метрополітену (2 тип)

Кросплатформова пересадка — пересадка з одного напрямку руху на інший в метрополітені або на залізничному транспорті, що здійснюється переходом на іншу сторону тієї ж платформи, а не переходом на іншу станцію або платформу. Як правило, при такій організації руху в пересадний вузол входять дві платформи, на кожну з яких прибувають потяги різних ліній, прямуючих приблизно в одному напрямку.
Існує два основні типи таких пересадок (для перетину двох ліній):
- Одній лінії належать обидві «лівих» колії, а другій — обидва «правих». При такому виконанні на кожній з лінії при дотриманні в одному напрямку платформа знаходиться праворуч по руху потяга, а в іншому — зліва. Першою такою станцією в СРСР був Технологічний інститут в Ленінграді, де такий перехід діє з 1961 року. У Москві прикладом таких переходів є пересадки на станціях Китай-город і Третьяковська.
- Одній лінії належать центральні колії, а іншій — бічні. Так реалізовані пересадки на «Каширській», «Парк Перемоги» (наразі не діє) і «Кунцевській» (у триколійному виконанні).

## Кросплатформові пересадні вузли в метрополітенах

### Австрія

#### Віденський метрополітен
- «Ленгенфельдгассе» (Längenfeldgasse) (1989, лінії U4 і U6, короткі пересадки при поїздках «захід-північ», «південь-центр» і назад)
- «Шоттенринг» (Schottenring) (1980, лінії U2 і U4, короткі пересадки з тупикової середньої колії на кінцевій станції лінії U2 на обидва напрямки лінії U4 і назад; ліквідована при продовженні лінії U2 в 2008)
- «Ратхаус» (планується після 2020, лінії U2 і U5)

### Велика Британія

#### Діючі
- «Оксфорд-серкус» (1900, пересадка 1969), Лондонський метрополітен — лінії Бейкерлу і Вікторія.
- «Стратфорд», пересадка з Центральної лінії Лондонського метрополітену на приміські потяги.
- «Фінсбері-парк» (1906, пересадка 1969), Лондонський метрополітен — лінії Пікаділлі і Вікторія.
- «Гайбері-енд-Іслінгтон» (1904, пересадка 1969). Пересадка з лінії Northern City Line Британських залізниць на лінію Вікторія метрополітену.
- «Бейкер-стріт» (1863, пересадка 1979), Лондонський метрополітен — лінії Бейкерлу і Джубілі.
- «Майл-Енд» (1902, пересадка 1946), Лондонський метрополітен — лінії Центральна і Дистрикт.

### Гонконг

#### Діючі
- «Принц Едуард» і «Монг-Кок» (1982, Гонконзький метрополітен — лінії Цуен-Ван і Квун-Тонг)
- «Едміралті» (1982, Гонконзький метрополітен — лінії Цуен-Ван і Острову)
- «Лай-Кінг» (1998, Гонконзький метрополітен — лінії Цуен-Ван і Тунг-Чунг)
- «Північна Точка» (1998, Гонконзький метрополітен — лінії Острову і Цеунг-Кван-О)
- «Тіу-Кенг-Ленг» і «Яу-Тонг» (2002, Гонконзький метрополітен — лінії Цеунг-Кван-О та Квун-Тонг)

### Іспанія

#### Діючі
- «Príncipe Pío» (1995, Мадридський метрополітен) — лінії 6 (кільцева) і 10.

### КНР

#### Уханьський метрополітен
Планована оригінальна система пересадок (подібна з існуючою в Гонконзі) буде організовано між 2-ю і 4-ю лініями метро в Ухані. Дві лінії йдуть в одному тунелі під вулицею Чжуннань, маючи дві спільних станції; при цьому взаємне розташування колій 2-ї лінії змінюється зі звичайного правостороннього на лівосторонній на одній з цих станцій («Площа Хуншань»). Таким чином пасажири можуть здійснити кросплатформову пересадку в будь-якому напрямку ціною проїзду однієї зайвої станції.

### Нідерланди

#### Діючі
- «Amsterdam Amstel» (1977) — пересадка з ліній 53 (Gaasperplaslijn) і 54 (Gemeentelijk Vervoerbedrijf) Амстердамського метрополітену і 51 (Amstelveenlijn) швидкісного трамвая на потяги залізниці (Nederlandse Spoorwegen).
- «Duivendrecht» і «Blijmer» (1977) — пересадка з ліній 51 (Amstelveenlijn) легкого метро і 54 (Geinlijn) Амстердамського метрополітену на потяги залізниці.

### Німеччина

#### Діючі
- «Віттенбергплатц» (Wittenbergplatz), Берлінський метрополітен — лінії U1, U2 і U3.
- «Мерінгдамм» (Mehringdamm), Берлінський метрополітен — лінії U6 і U7.
- «Бохум Хауптбанхоф» (Bochum Hauptbahnhof) — пересадка з лінії метрополітену (BOGESTRA) U35, що з'єднує Бохум і Херне, на маршрути трамваю 302 і 310.
- «Інсбрукер Ринг» (Innsbrucker Ring) (Мюнхенський метрополітен) — лінії U2 і U5.
- «Шайдплатц» (Scheidplatz) (Мюнхенський метрополітен) — лінії U2 і U3.
- «Плеррер» (Plärrer) (1984, Нюрнберзький метрополітен) — лінії U1 і U2.

### Португалія

#### Діючі
- «Байша-Шіаду» (Лісабонський метрополітен, 1998) пересадка з синьої на зелену лінію

### Росія

#### Московський метрополітен
- «Китай-город» (1970, Калузько-Ризька і Тагансько-Краснопресненська лінії, короткі пересадки при поїздках «північ-схід», «південь-північ-захід» і назад)
- «Третьяковська» (1970, пересадка з 1986, Калузько-Ризька і Калінінська лінії, короткі пересадки при поїздках «південь-схід» і назад)
- «Каширська» (1969, пересадка з 1995, Замоскворіцька і Каховська лінії, короткі пересадки при поїздках «північ-Каховська лінія» і назад)
- «Кунцевська» (1965, пересадка з 2008, Арбатсько-Покровська і Фільовська, короткі пересадки при поїздках «Філівська лінія-захід» і «схід-Філівська лінія»)
- «Парк Перемоги» (2003, побудована для пересадки між Арбатсько-Покровською і планованою Митінсько-Бутовською лініями; нині працює у складі Арбатсько-Покровської лінії, у майбутньому пропонується застосувати для Солнцевської лінії)
- «Діловий центр» (2005; обидві станції, передбачувані до задіяння в кросплатформовій пересадці, побудовані, але не використовуються, майбутнє застосування невідомо)
- «Петровсько-Розумовська» (1991, Серпуховсько-Тимірязєвська і Люблінсько-Дмитровська лінії; на початок 2010-х побудовано і працює тільки один зал станції у складі Серпуховсько-Тимірязєвської лінії)
- «Вихіно» (1966, Тагансько-Краснопресненська і Рязанський напрямок Московської залізниці, на платформі присутні турнікети)

#### Петербурзький метрополітен
- «Технологічний інститут» (1961, лінії 1 і 2, короткі пересадки при поїздках «північ-південь» і назад)
- «Дев'яткіно» (1978, з Жовтневою залізницею — коротка пересадка з лінії 1 на електропоїзди Приозерського напрямку ОЗ і назад)
- «Спортивна» (1997, планується пересадка між лінією 5 та Кільцевою лінією; до 2009 р. працювала у складі лінії 4).

#### Нижньогородський метрополітен
- «Московська» (1985, Автозаводська і Сормовська лінії.

### Румунія

#### Діючі
- «Басараб» (Basarab) (Бухарестський метрополітен, пересадка 2000) лінії М1 і М4.

### Сінгапур

#### Сингапурський метрополітен
- «Сіті-хол (EW13/NS25)» (1988, пересадка з 1989, лінії «Північ-південь» і «Схід-захід», коротка пересадка з поїздів лінії «Північ-південь», що прибувають з північної частини лінії, на поїзди лінії «Схід — захід», прямуючі в східному напрямку, і назад)
- «Раффлз-плейс» (EW14, NS26) (1988, пересадка з 1989, лінії «Північ-південь» і «Схід-захід», коротка пересадка з поїздів лінії «Північ-південь», що прибувають з північної частини лінії, на поїзди лінії «Схід-захід», прямуючі в західному напрямку, і назад)
- «Джуронг-іст» (EW24, ES1) (1988, пересадка з 1989, лінії «Північ-південь» і «Схід-захід», коротка пересадка з тупикової середньої колії на кінцевій станції лінії «Північ-південь» на обидві напрямки лінії «Схід — захід» і назад)
- «Тана-мєра» (EW4) (1989, пересадка з 2003, лінія «Схід-захід» та відгалуження в аеропорт Чангі, коротка пересадка з тупикової середньої колії на кінцевій станції відгалуження в аеропорт на обидва напрямки основної лінії «Схід — захід» і назад)

### США

#### Діючі
- «East 180th street» (1917, Нью-Йоркський метрополітен) — у позапіковий час пересадка з маршруту 2 на човник маршруту 5 до Dyre Avenue.
- «Queensborough Plaza»(1917, Нью-Йоркський метрополітен) — лінії Flushing Line (маршрут 7) і Astoria Line (маршрути N і W).
- «Hoyt-Schermerhorn street» (1936, Нью-Йоркський метрополітен) — лінії Crosstown Line (маршрут G) і Eighth Avenue Line (маршрути A і C).

На багатьох станціях Нью-Йоркського метрополітену є кросплатформові пересадки між експрес-маршрутами, що прямують по лінії з більш рідкісними зупинками, і локальними маршрутами, що прямують з частішими зупинками по інших головних коліях тієї ж лінії. На кшталт, «Nevins street» (1908), «Franklin Avenue» (1920) і «Utica Avenue» (1920), — крос-платформові пересадки між експресами (у цьому місці) 2 і 3, і локальними маршрутами 4 і 5 (крім останньої — тільки між 3 і 4).
- «Ashmont» — пересадка між червоною лінією Бостонського метрополітену і швидкісною трамвайною лінією у Маттапан.
- «North Station» (2004, Бостонський метрополітен) — пересадка між зеленою та помаранчевою лініями.
- «Howard» (Чиказький метрополітен) — пересадки з червоної (і фіолетової в робочі дні у годину пік) на жовту лінію (Skokie Swift).
- «Belmont» і «Fullerton» (Чиказький метрополітен) — пересадки з коричневої (і фіолетової в робочі дні у годину пік) на червону лінію.

### Тайвань

#### Тайбейський метрополітен
(Проектовано)
- «Меморіальний зал Чан Кайші» (1998, пересадка з 2013, Тайбейський метрополітен — лінії Даньшуй і Сіньдянь)
- «Гутин» (1998, пересадка з 2012, Тайбейський метрополітен — лінії Сіньдянь і Чжунхе)
- «Сімен» (1999, пересадка з 2014, Тайбейський метрополітен лінії — Даньшуй і Сіньдянь)
- «Дунмень» (2012, пересадка з 2013, Тайбейський метрополітен — лінії Сіньдянь і Чжунхе)

### Таїланд

#### Скайтрейн (Бангогзький надземний метрополітен)
- «Сайам» (1999, лінії Сілом та Сукхумвіт, короткі пересадки при поїздках «північ — південь», «захід —схід» і назад)

### Франція

#### Діючі
- «Шатле — Ле-Аль» (Chatelet-les-Halles), RER Париж, — лінії RER A і B.
- «Північний вокзал (Париж)» (Gare du Nord), RER Париж, — лінії RER B і D.
- «La Motte-Picquet - Grenelle», Паризький метрополітен, — лінії 8 в напрямку «південний захід — північний схід» і 10 в напрямку «захід — схід».
- «Louis Blanc[en]», Паризький метрополітен, — лінії 7 в напрямку «північ-південь» і 7bis.

### Швеція

#### Стокгольмський метрополітен
- «Слуссен» (Slussen) (1957, Зелена і Червона лінії, короткі пересадки при поїздках «південний захід — захід», «північ — південь» і назад)
- «Гамла стан» (Gamla stan) (1957, Зелена і Червона лінії, короткі пересадки при поїздках «південний захід-захід», «північ-південь» і назад)
- «Т-Централен» (T-Centralen) (1957, Зелена і Червона лінії, короткі пересадки при поїздках «південний захід — південь», «захід-північ» і назад)